# Müslüm Yelken
Müslüm Yelken (* 28. November 1988 in Develi) ist ein deutsch-türkischer Fußballspieler.

## Karriere
Müslüm Yelken kam in der Kreisstadt Develi in der Provinz Kayseri zur Welt. Bereits im Kindesalter zog er mit seiner Familie nach Deutschland. So wuchs er im baden-württembergischen Balgheim auf und erlernte in den Jugendabteilungen diverser Amateurklubs das Fußballspielen.
In der B-Jugend wechselte er zum FC 08 Villingen und rückte dort zur Saison 2007/08 in den Oberligakader auf; hier machte er zwölf Ligapartien.
Zu dieser Zeit wurde er von einigen Talentjägern beobachtet. Zur neuen Saison lag ein Angebot vom türkischen Zweitligisten Orduspor vor und so wechselte er in die Türkei. Bei Orduspor schaffte er auf Anhieb den Durchbruch zum Stammspieler. 2010/11 gelang ihm mit seiner Mannschaft der Aufstieg in die Süper Lig. In seiner ersten Süper-Lig-Saison verlor er seinen Stammplatz, kam aber als Einwechselspieler auf sechs Ligapartien.
Nach fünf Jahren verließ Yelken Orduspor und wechselte innerhalb der TFF 1. Lig zu Ankaraspor. Ende April 2014 löste er seinen Vertrag nach einer langwierigen Verletzung auf und verließ die Hauptstädter. Yelken kehrte nach Deutschland zurück und es folgten anderthalb Jahre mit zwei Operationen und Reha. Im Dezember 2015 gab sein ehemaliger Verein, FC 08 Villingen, seine Verpflichtung zur Rückrunde bekannt.

## Erfolge
Mit Orduspor
- Playoff-Sieger der TFF 1. Lig und Aufstieg in die Süper Lig: 2010/11